# 대한민국 민법 제469조
대한민국 민법 제469조는 제삼자의 변제와 이에 대한 제한에 대한 민법 채권법 조문이다.

## 조문
제469조(제삼자의 변제) ① 채무의 변제는 제삼자도 할 수 있다. 그러나 채무의 성질 또는 당사자의 의사표시로 제삼자의 변제를 허용하지 아니하는 때에는 그러하지 아니하다.
②이해관계없는 제삼자는 채무자의 의사에 반하여 변제하지 못한다.

第469條(第三者의 辨濟) ① 債務의 辨濟는 第三者도 할 수 있다. 그러나 債務의 性質 또는 當事者의 意思表示로 第三者의 辨濟를 許容하지 아니하는 때에는 그러하지 아니하다.
②利害關係없는 第三者는 債務者의 意思에 反하여 辨濟하지 못한다.

## 사례
일제 강제동원 피해자 배상 문제에 대해 한국정부는 민법 469조를 근거해 일본 기업의 배상금을 '제3자'인 우리나라 재단이 '대신' 갚는 방식을 제시했다

## 참고 문헌
- 오현수, 일본민법, 진원사, 2014. ISBN 9788963463452
- 오세경, 대법전, 법전출판사, 2014 ISBN 9788926210277
- 이준현 , LOGOS 민법 조문판례집, 미래가치, 2015. ISBN 9791155020869